# Ugiodes geometriformis
Ugiodes geometriformis är en fjärilsart som beskrevs av Embrik Strand 1915. Ugiodes geometriformis ingår i släktet Ugiodes och familjen nattflyn. Inga underarter finns listade i Catalogue of Life.